# Nova Topola (Bośnia i Hercegowina)
Nova Topola (cyr. Нова Топола) – wieś w Bośni i Hercegowinie, w Republice Serbskiej, w gminie Gradiška. W 2013 roku liczyła 2324 mieszkańców.